# Яків Філіпович
Яків Філіпович (хорв. Jakov Filipović; нар. 17 жовтня 1992, Печник, Боснія і Герцеговина) — хорватський футболіст, центральний захисник борисовського БАТЕ.

## Клубна кар'єра
Вихованець молодіжної академії «Осієка», футболом розпочав займатися у 7-річному віці. У 2011 році приєднався до скромного хорватського клубу «БСК Б'єло Брдо», звідки 2014 року перейшов до «Цибалії». Потім грав за «Інтер» (Запрешич). 21 серпня 2017 року підписав 3-річний контракт, з можливістю продовження ще на один сезон, з бельгійським «Локереном». У Лізі Жупіле дебютував 26 серпня 2017 року в поєдинку проти «Ейпена». У своєму дебютному сезоні за «Локерен» хорват зіграв 37 матчів.
Ще влітку 2019 року міг перейти в БАТЕ, проте зрештою гравець продовжив контракт з бельгійським клубом до 2022 року. 19 березня 2020 року підписав контракт з борисовським клубом.

## Кар'єра в збірній
У футболці національної збірної Хорватії дебютував 11 січня 2017 року в нічийному (1:1) поєдинку міжнародного товариського турніру кубок Китаю проти збірної Чилі. У 2017 році зіграв 3 поєдинки за національну команду.  

## Титули і досягнення
БАТЕ
- Кубок Білорусі
  -  Володар (2): 2020, 2021

- Суперкубок Білорусі
  -  Володар (1): 2022